# Jorma Taccone
Jorma „Jorm” Christopher Taccone (ur. 19 marca 1977 w Berkeley) – amerykański komik, scenarzysta, aktor i reżyser.

## Życiorys
Urodził się w Berkeley w Kalifornii jako syn Sue Ellen Ehnebuske i Anthony’ego „Tony’ego” Taccone, dyrektora artystycznego Berkeley Repertory Theatre. Jego  matka miała pochodzenie szwedzkie, a także szkockie, niemieckie, angielskie, irlandzkie i holenderskie, a ojciec – włoskie i portorykańskie. W 2000 ukończył ukończyła studia licencjackie na wydziale teatralnym na UCLA.
Razem z Andym Sambergiem i Akivą Schafferem stworzyli grupę komików o nazwie The Lonely Island. Jest jednym ze współscenarzystów Saturday Night Live. W 2010 wyreżyserował film MacGruber, który powstał na podstawie serii skeczów z programu pod tym samym tytułem.